# Adesmia serrana
Adesmia serrana är en ärtväxtart som beskrevs av Maevia Noemi Correa. Adesmia serrana ingår i släktet Adesmia och familjen ärtväxter. Inga underarter finns listade i Catalogue of Life.